# Christina van Zweden (1943)
Christina Louise Helena, Prinses van Zweden, Mevrouw Magnuson (Slot Haga, Solna, Zweden, 3 augustus 1943) is de jongste zuster van de huidige Koning van Zweden, Karel XVI Gustaaf.

## Activiteiten
Prinses Christina en haar echtgenoot wonen in Stockholm. Zij vertegenwoordigt de koninklijke familie bij talrijke gelegenheden in Zweden en is betrokken bij vele organisaties in de Zweedse samenleving. Prinses Christina was onder meer voorzitster van het Zweedse Rode Kruis van 1993 tot 2002.

## Huwelijk & kinderen

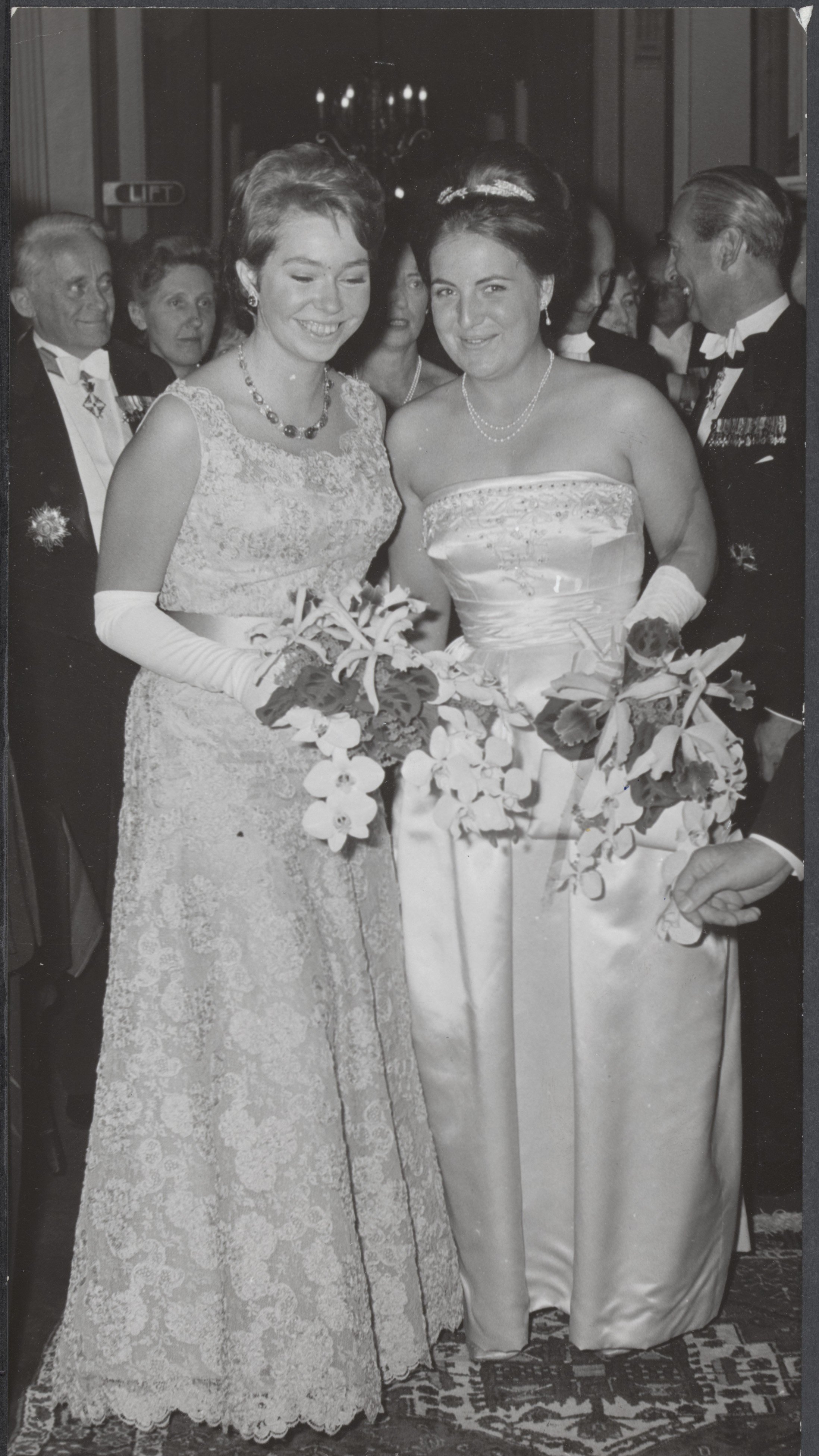
Christina en Margriet in 1964

In 1961 leerde prinses Christina de zakenman Tord Magnuson (geboren 7 april 1941) kennen, met wie zij in het huwelijk trad in de kapel van het koninklijk paleis in Stockholm op 15 juni 1974. Als gevolg van haar huwelijk met een burger, verloor prinses Christina het predicaat Koninklijke Hoogheid.
De heer en mevrouw Magnuson hebben drie zoons:
- Carl Gustav Victor Magnuson (geboren 8 augustus 1975), gehuwd met Vicky Andrén (nakomelingen)
- Tord Oskar Fredrik Magnuson (geboren 20 juni 1977), gehuwd met Emma Ledent (nakomelingen)
- Victor Edmund Lennart Magnuson (geboren 10 september 1980), gehuwd met Frida Bergström (nakomelingen)

## Kwartierstaat
Prinses Christina werd geboren als vierde dochter van de toenmalige erfprins van Zweden, Gustaaf Adolf, hertog van Västerbotten, en zijn vrouw prinses Sybilla van Saksen-Coburg-Gotha.

| Gustaaf V van Zweden (1858–1950) | Gustaaf V van Zweden (1858–1950) | Gustaaf V van Zweden (1858–1950) | Gustaaf V van Zweden (1858–1950) | Gustaaf V van Zweden (1858–1950)        | Gustaaf V van Zweden (1858–1950)        | Victoria van Baden (1862-1930)          | Victoria van Baden (1862-1930)          | Victoria van Baden (1862-1930)          | Victoria van Baden (1862-1930)          | Victoria van Baden (1862-1930)       | Victoria van Baden (1862-1930)       |                                      |                                      | Arthur van Connaught en Strathearn (1850-1942) | Arthur van Connaught en Strathearn (1850-1942) | Arthur van Connaught en Strathearn (1850-1942) | Arthur van Connaught en Strathearn (1850-1942) | Arthur van Connaught en Strathearn (1850-1942) | Arthur van Connaught en Strathearn (1850-1942) | Louise Margaretha van Pruisen (1860-1917) | Louise Margaretha van Pruisen (1860-1917) | Louise Margaretha van Pruisen (1860-1917) | Louise Margaretha van Pruisen (1860-1917) | Louise Margaretha van Pruisen (1860-1917) | Louise Margaretha van Pruisen (1860-1917) |                                 |                                 | Leopold van Albany (1853-1884)  | Leopold van Albany (1853-1884)  | Leopold van Albany (1853-1884) | Leopold van Albany (1853-1884) | Leopold van Albany (1853-1884)                      | Leopold van Albany (1853-1884)                      | Helena van Waldeck-Pyrmont (1861-1922)              | Helena van Waldeck-Pyrmont (1861-1922)              | Helena van Waldeck-Pyrmont (1861-1922)              | Helena van Waldeck-Pyrmont (1861-1922)              | Helena van Waldeck-Pyrmont (1861-1922)         | Helena van Waldeck-Pyrmont (1861-1922)         |                                                |                                                | Frederik Ferdinand van Sleeswijk- Holstein-Sonderburg-Glücksburg (1855-1934) | Frederik Ferdinand van Sleeswijk- Holstein-Sonderburg-Glücksburg (1855-1934) | Frederik Ferdinand van Sleeswijk- Holstein-Sonderburg-Glücksburg (1855-1934) | Frederik Ferdinand van Sleeswijk- Holstein-Sonderburg-Glücksburg (1855-1934) | Frederik Ferdinand van Sleeswijk- Holstein-Sonderburg-Glücksburg (1855-1934) | Frederik Ferdinand van Sleeswijk- Holstein-Sonderburg-Glücksburg (1855-1934) | Caroline Mathilde van Sleeswijk-Holstein-Sonderburg-Augustenburg (1860-1932) | Caroline Mathilde van Sleeswijk-Holstein-Sonderburg-Augustenburg (1860-1932) | Caroline Mathilde van Sleeswijk-Holstein-Sonderburg-Augustenburg (1860-1932) | Caroline Mathilde van Sleeswijk-Holstein-Sonderburg-Augustenburg (1860-1932) | Caroline Mathilde van Sleeswijk-Holstein-Sonderburg-Augustenburg (1860-1932) | Caroline Mathilde van Sleeswijk-Holstein-Sonderburg-Augustenburg (1860-1932) |  |  |  |  |  |  |  |  |  |  |  |  |  |  |  |  |  |  |  |  |  |  |  |  |  |  |  |  |  |  |  |  |  |  |  |  |  |  |  |  |  |  |  |  |  |  |  |  |
| Gustaaf V van Zweden (1858–1950) | Gustaaf V van Zweden (1858–1950) | Gustaaf V van Zweden (1858–1950) | Gustaaf V van Zweden (1858–1950) | Gustaaf V van Zweden (1858–1950)        | Gustaaf V van Zweden (1858–1950)        | Victoria van Baden (1862-1930)          | Victoria van Baden (1862-1930)          | Victoria van Baden (1862-1930)          | Victoria van Baden (1862-1930)          | Victoria van Baden (1862-1930)       | Victoria van Baden (1862-1930)       |                                      |                                      | Arthur van Connaught en Strathearn (1850-1942) | Arthur van Connaught en Strathearn (1850-1942) | Arthur van Connaught en Strathearn (1850-1942) | Arthur van Connaught en Strathearn (1850-1942) | Arthur van Connaught en Strathearn (1850-1942) | Arthur van Connaught en Strathearn (1850-1942) | Louise Margaretha van Pruisen (1860-1917) | Louise Margaretha van Pruisen (1860-1917) | Louise Margaretha van Pruisen (1860-1917) | Louise Margaretha van Pruisen (1860-1917) | Louise Margaretha van Pruisen (1860-1917) | Louise Margaretha van Pruisen (1860-1917) |                                 |                                 | Leopold van Albany (1853-1884)  | Leopold van Albany (1853-1884)  | Leopold van Albany (1853-1884) | Leopold van Albany (1853-1884) | Leopold van Albany (1853-1884)                      | Leopold van Albany (1853-1884)                      | Helena van Waldeck-Pyrmont (1861-1922)              | Helena van Waldeck-Pyrmont (1861-1922)              | Helena van Waldeck-Pyrmont (1861-1922)              | Helena van Waldeck-Pyrmont (1861-1922)              | Helena van Waldeck-Pyrmont (1861-1922)         | Helena van Waldeck-Pyrmont (1861-1922)         |                                                |                                                | Frederik Ferdinand van Sleeswijk- Holstein-Sonderburg-Glücksburg (1855-1934) | Frederik Ferdinand van Sleeswijk- Holstein-Sonderburg-Glücksburg (1855-1934) | Frederik Ferdinand van Sleeswijk- Holstein-Sonderburg-Glücksburg (1855-1934) | Frederik Ferdinand van Sleeswijk- Holstein-Sonderburg-Glücksburg (1855-1934) | Frederik Ferdinand van Sleeswijk- Holstein-Sonderburg-Glücksburg (1855-1934) | Frederik Ferdinand van Sleeswijk- Holstein-Sonderburg-Glücksburg (1855-1934) | Caroline Mathilde van Sleeswijk-Holstein-Sonderburg-Augustenburg (1860-1932) | Caroline Mathilde van Sleeswijk-Holstein-Sonderburg-Augustenburg (1860-1932) | Caroline Mathilde van Sleeswijk-Holstein-Sonderburg-Augustenburg (1860-1932) | Caroline Mathilde van Sleeswijk-Holstein-Sonderburg-Augustenburg (1860-1932) | Caroline Mathilde van Sleeswijk-Holstein-Sonderburg-Augustenburg (1860-1932) | Caroline Mathilde van Sleeswijk-Holstein-Sonderburg-Augustenburg (1860-1932) |  |  |  |  |  |  |  |  |  |  |  |  |  |  |  |  |  |  |  |  |  |  |  |  |  |  |  |  |  |  |  |  |  |  |  |  |  |  |  |  |  |  |  |  |  |  |  |  |
|                                  |                                  |                                  |                                  |                                         |                                         |                                         |                                         |                                         |                                         |                                      |                                      |                                      |                                      |                                                |                                                |                                                |                                                |                                                |                                                |                                           |                                           |                                           |                                           |                                           |                                           |                                 |                                 |                                 |                                 |                                |                                |                                                     |                                                     |                                                     |                                                     |                                                     |                                                     |                                                |                                                |                                                |                                                |                                                                              |                                                                              |                                                                              |                                                                              |                                                                              |                                                                              |                                                                              |                                                                              |                                                                              |                                                                              |                                                                              |                                                                              |  |  |  |  |  |  |  |  |  |  |  |  |  |  |  |  |  |  |  |  |  |  |  |  |  |  |  |  |  |  |  |  |  |  |  |  |  |  |  |  |  |  |  |  |  |  |  |  |
|                                  |                                  |                                  |                                  | Gustaaf VI Adolf van Zweden (1882–1973) | Gustaaf VI Adolf van Zweden (1882–1973) | Gustaaf VI Adolf van Zweden (1882–1973) | Gustaaf VI Adolf van Zweden (1882–1973) | Gustaaf VI Adolf van Zweden (1882–1973) | Gustaaf VI Adolf van Zweden (1882–1973) |                                      |                                      |                                      |                                      |                                                |                                                | Margaretha van Connaught (1882-1920)           | Margaretha van Connaught (1882-1920)           | Margaretha van Connaught (1882-1920)           | Margaretha van Connaught (1882-1920)           | Margaretha van Connaught (1882-1920)      | Margaretha van Connaught (1882-1920)      |                                           |                                           |                                           |                                           |                                 |                                 |                                 |                                 |                                |                                | Karel Eduard van Saksen-Coburg en Gotha (1884-1954) | Karel Eduard van Saksen-Coburg en Gotha (1884-1954) | Karel Eduard van Saksen-Coburg en Gotha (1884-1954) | Karel Eduard van Saksen-Coburg en Gotha (1884-1954) | Karel Eduard van Saksen-Coburg en Gotha (1884-1954) | Karel Eduard van Saksen-Coburg en Gotha (1884-1954) |                                                |                                                |                                                |                                                |                                                                              |                                                                              | Victoria Adelheid van Sleeswijk- Holstein-Sonderburg-Glücksburg (1885-1970)  | Victoria Adelheid van Sleeswijk- Holstein-Sonderburg-Glücksburg (1885-1970)  | Victoria Adelheid van Sleeswijk- Holstein-Sonderburg-Glücksburg (1885-1970)  | Victoria Adelheid van Sleeswijk- Holstein-Sonderburg-Glücksburg (1885-1970)  | Victoria Adelheid van Sleeswijk- Holstein-Sonderburg-Glücksburg (1885-1970)  | Victoria Adelheid van Sleeswijk- Holstein-Sonderburg-Glücksburg (1885-1970)  |                                                                              |                                                                              |                                                                              |                                                                              |  |  |  |  |  |  |  |  |  |  |  |  |  |  |  |  |  |  |  |  |  |  |  |  |  |  |  |  |  |  |  |  |  |  |  |  |  |  |  |  |  |  |  |  |  |  |  |  |
|                                  |                                  |                                  |                                  | Gustaaf VI Adolf van Zweden (1882–1973) | Gustaaf VI Adolf van Zweden (1882–1973) | Gustaaf VI Adolf van Zweden (1882–1973) | Gustaaf VI Adolf van Zweden (1882–1973) | Gustaaf VI Adolf van Zweden (1882–1973) | Gustaaf VI Adolf van Zweden (1882–1973) |                                      |                                      |                                      |                                      |                                                |                                                | Margaretha van Connaught (1882-1920)           | Margaretha van Connaught (1882-1920)           | Margaretha van Connaught (1882-1920)           | Margaretha van Connaught (1882-1920)           | Margaretha van Connaught (1882-1920)      | Margaretha van Connaught (1882-1920)      |                                           |                                           |                                           |                                           |                                 |                                 |                                 |                                 |                                |                                | Karel Eduard van Saksen-Coburg en Gotha (1884-1954) | Karel Eduard van Saksen-Coburg en Gotha (1884-1954) | Karel Eduard van Saksen-Coburg en Gotha (1884-1954) | Karel Eduard van Saksen-Coburg en Gotha (1884-1954) | Karel Eduard van Saksen-Coburg en Gotha (1884-1954) | Karel Eduard van Saksen-Coburg en Gotha (1884-1954) |                                                |                                                |                                                |                                                |                                                                              |                                                                              | Victoria Adelheid van Sleeswijk- Holstein-Sonderburg-Glücksburg (1885-1970)  | Victoria Adelheid van Sleeswijk- Holstein-Sonderburg-Glücksburg (1885-1970)  | Victoria Adelheid van Sleeswijk- Holstein-Sonderburg-Glücksburg (1885-1970)  | Victoria Adelheid van Sleeswijk- Holstein-Sonderburg-Glücksburg (1885-1970)  | Victoria Adelheid van Sleeswijk- Holstein-Sonderburg-Glücksburg (1885-1970)  | Victoria Adelheid van Sleeswijk- Holstein-Sonderburg-Glücksburg (1885-1970)  |                                                                              |                                                                              |                                                                              |                                                                              |  |  |  |  |  |  |  |  |  |  |  |  |  |  |  |  |  |  |  |  |  |  |  |  |  |  |  |  |  |  |  |  |  |  |  |  |  |  |  |  |  |  |  |  |  |  |  |  |
|                                  |                                  |                                  |                                  |                                         |                                         |                                         |                                         |                                         |                                         | Gustaaf Adolf van Zweden (1906–1947) | Gustaaf Adolf van Zweden (1906–1947) | Gustaaf Adolf van Zweden (1906–1947) | Gustaaf Adolf van Zweden (1906–1947) | Gustaaf Adolf van Zweden (1906–1947)           | Gustaaf Adolf van Zweden (1906–1947)           |                                                |                                                |                                                |                                                |                                           |                                           |                                           |                                           |                                           |                                           |                                 |                                 |                                 |                                 |                                |                                |                                                     |                                                     |                                                     |                                                     |                                                     |                                                     | Sybilla van Saksen-Coburg en Gotha (1908-1972) | Sybilla van Saksen-Coburg en Gotha (1908-1972) | Sybilla van Saksen-Coburg en Gotha (1908-1972) | Sybilla van Saksen-Coburg en Gotha (1908-1972) | Sybilla van Saksen-Coburg en Gotha (1908-1972)                               | Sybilla van Saksen-Coburg en Gotha (1908-1972)                               |                                                                              |                                                                              |                                                                              |                                                                              |                                                                              |                                                                              |                                                                              |                                                                              |                                                                              |                                                                              |  |  |  |  |  |  |  |  |  |  |  |  |  |  |  |  |  |  |  |  |  |  |  |  |  |  |  |  |  |  |  |  |  |  |  |  |  |  |  |  |  |  |  |  |  |  |  |  |
|                                  |                                  |                                  |                                  |                                         |                                         |                                         |                                         |                                         |                                         | Gustaaf Adolf van Zweden (1906–1947) | Gustaaf Adolf van Zweden (1906–1947) | Gustaaf Adolf van Zweden (1906–1947) | Gustaaf Adolf van Zweden (1906–1947) | Gustaaf Adolf van Zweden (1906–1947)           | Gustaaf Adolf van Zweden (1906–1947)           |                                                |                                                |                                                |                                                |                                           |                                           |                                           |                                           |                                           |                                           |                                 |                                 |                                 |                                 |                                |                                |                                                     |                                                     |                                                     |                                                     |                                                     |                                                     | Sybilla van Saksen-Coburg en Gotha (1908-1972) | Sybilla van Saksen-Coburg en Gotha (1908-1972) | Sybilla van Saksen-Coburg en Gotha (1908-1972) | Sybilla van Saksen-Coburg en Gotha (1908-1972) | Sybilla van Saksen-Coburg en Gotha (1908-1972)                               | Sybilla van Saksen-Coburg en Gotha (1908-1972)                               |                                                                              |                                                                              |                                                                              |                                                                              |                                                                              |                                                                              |                                                                              |                                                                              |                                                                              |                                                                              |  |  |  |  |  |  |  |  |  |  |  |  |  |  |  |  |  |  |  |  |  |  |  |  |  |  |  |  |  |  |  |  |  |  |  |  |  |  |  |  |  |  |  |  |  |  |  |  |
|                                  |                                  |                                  |                                  |                                         |                                         |                                         |                                         |                                         |                                         |                                      |                                      |                                      |                                      |                                                |                                                |                                                |                                                |                                                |                                                |                                           |                                           |                                           |                                           |                                           |                                           |                                 |                                 |                                 |                                 |                                |                                |                                                     |                                                     |                                                     |                                                     |                                                     |                                                     |                                                |                                                |                                                |                                                |                                                                              |                                                                              |                                                                              |                                                                              |                                                                              |                                                                              |                                                                              |                                                                              |                                                                              |                                                                              |                                                                              |                                                                              |  |  |  |  |  |  |  |  |  |  |  |  |  |  |  |  |  |  |  |  |  |  |  |  |  |  |  |  |  |  |  |  |  |  |  |  |  |  |  |  |  |  |  |  |  |  |  |  |
|                                  |                                  |                                  |                                  |                                         |                                         |                                         |                                         |                                         |                                         |                                      |                                      |                                      |                                      |                                                |                                                |                                                |                                                |                                                |                                                |                                           |                                           |                                           |                                           |                                           |                                           |                                 |                                 |                                 |                                 |                                |                                |                                                     |                                                     |                                                     |                                                     |                                                     |                                                     |                                                |                                                |                                                |                                                |                                                                              |                                                                              |                                                                              |                                                                              |                                                                              |                                                                              |                                                                              |                                                                              |                                                                              |                                                                              |                                                                              |                                                                              |  |  |  |  |  |  |  |  |  |  |  |  |  |  |  |  |  |  |  |  |  |  |  |  |  |  |  |  |  |  |  |  |  |  |  |  |  |  |  |  |  |  |  |  |  |  |  |  |
|                                  |                                  |                                  |                                  | Margaretha van Zweden (1934-heden)      | Margaretha van Zweden (1934-heden)      | Margaretha van Zweden (1934-heden)      | Margaretha van Zweden (1934-heden)      | Margaretha van Zweden (1934-heden)      | Margaretha van Zweden (1934-heden)      |                                      |                                      |                                      |                                      | Birgitta van Zweden (1937-2024)                | Birgitta van Zweden (1937-2024)                | Birgitta van Zweden (1937-2024)                | Birgitta van Zweden (1937-2024)                | Birgitta van Zweden (1937-2024)                | Birgitta van Zweden (1937-2024)                |                                           |                                           |                                           |                                           | Désirée van Zweden (1938-heden)           | Désirée van Zweden (1938-heden)           | Désirée van Zweden (1938-heden) | Désirée van Zweden (1938-heden) | Désirée van Zweden (1938-heden) | Désirée van Zweden (1938-heden) |                                |                                |                                                     |                                                     | Christina van Zweden (1943-heden)                   | Christina van Zweden (1943-heden)                   | Christina van Zweden (1943-heden)                   | Christina van Zweden (1943-heden)                   | Christina van Zweden (1943-heden)              | Christina van Zweden (1943-heden)              |                                                |                                                |                                                                              |                                                                              | Carl XVI Gustaf van Zweden (1946-heden)                                      | Carl XVI Gustaf van Zweden (1946-heden)                                      | Carl XVI Gustaf van Zweden (1946-heden)                                      | Carl XVI Gustaf van Zweden (1946-heden)                                      | Carl XVI Gustaf van Zweden (1946-heden)                                      | Carl XVI Gustaf van Zweden (1946-heden)                                      |                                                                              |                                                                              |                                                                              |                                                                              |  |  |  |  |  |  |  |  |  |  |  |  |  |  |  |  |  |  |  |  |  |  |  |  |  |  |  |  |  |  |  |  |  |  |  |  |  |  |  |  |  |  |  |  |  |  |  |  |

## Titulatuur
- Hare Koninklijke Hoogheid Prinses Christina van Zweden (1943-1974)
- Prinses Christina van Zweden, Mevrouw Magnuson (1974-heden)